# Goločevac
Goločevac (izvirno srbsko Голочевац) je naselje v Srbiji, ki upravno spada pod Občino Trgovište; slednja pa je del Pčinjskega upravnega okraja.

## Demografija
V naselju živi 54 polnoletnih prebivalcev, pri čemer je njihova povprečna starost 46,4 let (44,4 pri moških in 49,6 pri ženskah). Naselje ima 20 gospodinjstev, pri čemer je povprečno število članov na gospodinjstvo 3,15.
To naselje je popolnoma srbsko (glede na rezultate popisa iz leta 2002).
|  |

| Demografija | Demografija     | Demografija     |
| Leto        | Št. prebivalcev | Št. prebivalcev |
| ----------- | --------------- | --------------- |
|             |                 |                 |
|             |                 |                 |
|             |                 |                 |
|             |                 |                 |
| 1948        | 473             |                 |
| 1953        | 469             |                 |
| 1961        | 427             |                 |
| 1971        | 377             |                 |
| 1981        | 193             |                 |
| 1991        | 113             | 112             |
| 2002        | 63              | 63              |
|             |                 |                 |

| Etnična sestava po popisu iz leta 2002 | Etnična sestava po popisu iz leta 2002 | Etnična sestava po popisu iz leta 2002 | Etnična sestava po popisu iz leta 2002 | Etnična sestava po popisu iz leta 2002 |
| -------------------------------------- | -------------------------------------- | -------------------------------------- | -------------------------------------- | -------------------------------------- |
| Srbi                                   | Srbi                                   |                                        | 63                                     | 100,0%                                 |
| Neznano                                | Neznano                                |                                        | 0                                      | 0,0%                                   |